# Keuschen
Keuschen est une localité autrichienne. Elle fait partie de la commune de Sankt Lorenz du district de Vöcklabruck en Haute-Autriche.